# Ruth Reese

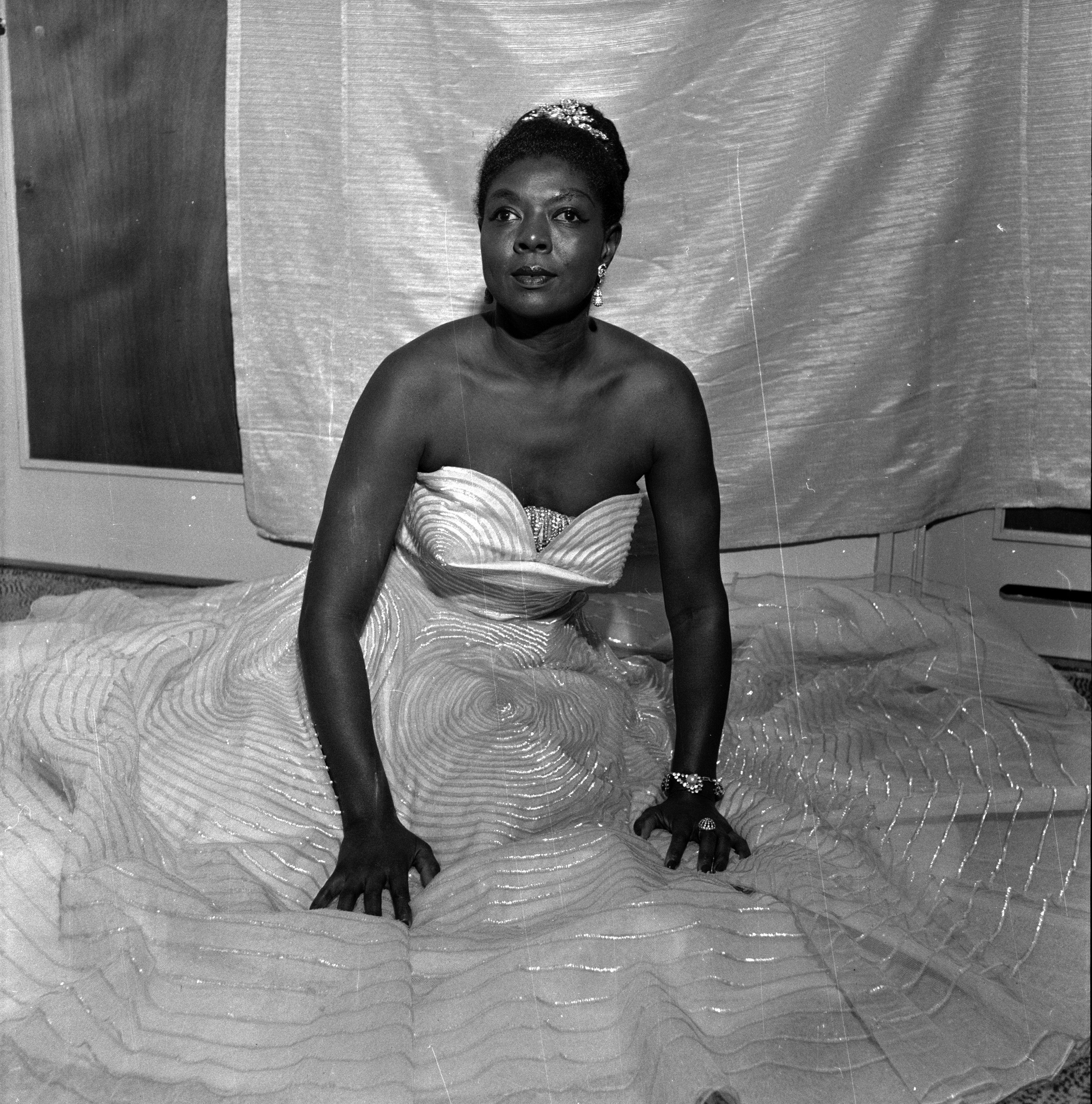
Ruth Reese, 1959

Ruth Ann Reese (* 10. März 1921 in Hayneville, Alabama; † 25. Oktober 1990 in Oslo) war eine US-amerikanisch-norwegische Sängerin und Schriftstellerin. Sie sang unter anderem Gospel, Blues, Spirituale und klassische Werke. Neben ihrer Tätigkeit als Sängerin wurde sie dafür bekannt, dass sie den Norwegern die afroamerikanische Geschichte und Musik näher brachte. Sie war auch unter dem Namen The Black Rose bekannt.

## Leben
Reese kam als eines von elf Kindern einer afroamerikanischen Familie in Hayneville, einer Kleinstadt in Alabama, zur Welt. Ihr Vater William Reese floh, als Ruth noch ein Baby war, aufgrund rassistischer Vorfälle in Alabama nach Chicago. Seine Frau kam später mit den Kindern nach. In Chicago konnte Reese eine Schule besuchen. Der Vater verstarb, als Ruth Reese noch jung war, und ihr ältester Bruder John, der zum Zeitpunkt des Umzugs nach Chicago bereits zu alt war, um eine Schulbildung zu erhalten, übernahm als Hafenarbeiter die finanzielle Versorgung. Auch die jüngeren Geschwister mussten neben ihrem Schulbesuch als Haushaltshilfe oder Lieferanten arbeiten. Ruth Reese sang zudem im lokalen Kirchenchor einer Baptistengemeinschaft und wurde später die Leiterin des dortigen Kinderchors.

### Studium und erste Konzerte
Nach ihrer Schulzeit absolvierte Reese die nötigen Prüfungen, um als Lehrerin arbeiten zu dürfen und sie begann zu arbeiten, um sich ein Musikstudium finanzieren zu können. Sie erhielt schließlich einen Bachelorabschluss in Music Education an der Northwestern University in Illinois. Später studierte sie bis 1952 Gesang in New York City. Im Jahr 1949 debütierte sie als Opernsängerin in der Stimmlage Alt. Später reiste sie nach England, wo sie unter Amanda Aldrige studierte. Das erste Konzert in Europa gab sie schließlich im Jahr 1953 in Paris. Reese wollte zunächst nur im klassischen Gesang tätig werden, durch ein Treffen mit Paul Robeson wurde sie jedoch dazu inspiriert, Musik aus ihrer eigenen Kultur aufzuführen.

### Zeit in Norwegen
Reese begann in den 1950er-Jahren mit ihrem Programm aus klassischen Werken, Gospel und Spiritualen unter anderem in verschiedenen europäischen Ländern aufzutreten. Im Jahr 1956 spielte sie ihr erstes Konzert in Norwegen, wo sie sich schließlich im Jahr 1959 niederließ und im Jahr 1962 den norwegischen Buchhändler Paul Shetelig (1915–1996) heiratete. Reese trat sowohl in Kirchen als auch in weltlichen Orten auf. In Norwegen begann sie sich für ein größeres Verständnis für die Bürgerrechtsbewegung in den USA und die afroamerikanische Kultur einzusetzen. So wurde sie zunächst gebeten, einen Vortrag zu halten, wegen des hohen Interesses wiederholte sie diesen schließlich in verschiedenen Orten Norwegens. Sie schrieb unter anderem auch mehrere Beiträge in Zeitungen und Zeitschriften. Am 1. Mai 1960 hielt sie am Youngstorget eine Rede, in der sie den Boykott Südafrikas aufgrund der dort herrschenden Apartheid unterstützte. Des Weiteren war sie Teil verschiedener antirassistischer Organisationen in Norwegen. Reese selbst erklärte, dass sie glaubte, ihr politischer Aktivismus hätte sich negativ auf ihre Gesangskarriere ausgewirkt. Künstler sollten laut ihr jedoch ihre Aufmerksamkeit nutzen, um sich für benachteiligte Menschen einzusetzen.
Im Jahr 1972 veröffentlichte sie das von ihrem Mann ins Norwegische übersetzte Buch Lang svart vei (deutsch: Langer schwarzer Weg), im Jahr 1985 wurde ihre Autobiografie Min vei (deutsch: Mein Weg) beim Gyldendal-Verlag veröffentlicht. Reese war zudem als Gesangslehrerin für die Jazzsängerin Kristin Asbjørnsen tätig. Im Jahr 1988 produzierte Reese gemeinsam mit dem norwegischen Rundfunk Norsk rikskringkasting (NRK) den Kurzfilm Pride of Black Dreams. In dieser erklärte sie die Rolle der Afroamerikaner in der US-Geschichte und erzählte unter anderem von Frauen wie Harriet Tubman, die sich in der Bürgerrechtsbewegung einsetzten. Der Film wurde im Anschluss des Öfteren als Unterrichtsmaterial an norwegischen Schulen verwendet.

### Tod und Nachwirken
Reese verstarb am 25. Oktober 1990 auf einer Bühne in Oslo, nachdem sie die erste Ehrenmitgliedschaft in der Organisation SOS rasisme erhalten hatte. Ihre Gesangsschülerin Asbjørnsen erbte nach Reeses Tod ihr Archiv und gab drei Veröffentlichungen basierend auf ihren Notenmaterialien und alten Aufnahmen heraus. Im Jahr 2012 wurde ein Platz im Osloer Stadtteil Grünerløkka nach Ruth Reese benannt.

## Werke

### Musik
- 1979: Motherless Child (Album, Liveaufnahme)
- 2006: Wayfaring Stranger (von Kristin Asbjørnsen)
- 2009: The night shines like the day (von Kristin Asbjørnsen)
- 2013: I’ll meet you in the morning (von Kristin Asbjørnsen)